# Bistum Lwena
Das Bistum Lwena (lat.: Dioecesis Lvenana) ist eine in Angola gelegene römisch-katholische Diözese mit Sitz in Luena. Es umfasst einen Teil der Provinz Moxico.

## Geschichte
Papst Paul VI. gründete das Bistum Luso mit der Apostolischen Konstitution Venerabilis Frater am 1. Juli 1963 aus Gebietsabtretungen des Bistums Silva Porto. Es wurde dem Erzbistum Luanda als Suffragandiözese unterstellt. 
Am 3. Februar 1977 wurde es Teil der Kirchenprovinz des Erzbistums Huambo. Am 16. Mai 1979 nahm es den aktuellen Namen an.

## Ordinarien

### Bischöfe von Luso
- Francisco Esteves Dias OSB (1. Juli 1963 – 13. April 1976)
- José Próspero da Ascensão Puaty (3. Februar 1977 – 16. Mai 1979)

### Bischöfe von Lwena
- José Próspero da Ascensao Puaty (16. Mai 1979 – 7. Juni 2000)
- Gabriel Mbilingi CSSp (7. Juni 2000 – 11. Dezember 2006, Koadjutorerzbischof von Lubango)
- Jesús Tirso Blanco SDB (26. November 2007 – 22. Februar 2022)
- Martín Lasarte Topolansky SDB (seit 1. Juli 2023)

## Statistik
| Jahr | Bevölkerung | Bevölkerung | Bevölkerung | Priester     | Priester         | Priester       | Priester               | Ständige Diakone | Ordensleute  | Ordensleute      | Pfarreien |
| Jahr | Katholiken  | Einwohner   | %           | Gesamtanzahl | Diözesanpriester | Ordenspriester | Katholiken je Priester | Ständige Diakone | Ordensbrüder | Ordensschwestern | Pfarreien |
| ---- | ----------- | ----------- | ----------- | ------------ | ---------------- | -------------- | ---------------------- | ---------------- | ------------ | ---------------- | --------- |
| 1969 | 22.347      | 176.654     | 12,7        | 31           | 1                | 30             | 720                    |                  | 35           | 17               | 11        |
| 1980 | 39.661      | 251.635     | 15,8        | 4            |                  | 4              | 9.915                  |                  | 4            | 4                | 12        |
| 1990 | 48.969      | 260.000     | 18,8        | 7            |                  | 7              | 6.995                  |                  | 8            | 6                | 12        |
| 2000 | 56.019      | 322.909     | 17,3        | 11           | 6                | 5              | 5.092                  |                  | 6            | 9                | 12        |
| 2013 | 75.200      | 429.000     | 17,5        | 27           | 11               | 16             | 2.785                  |                  | 18           | 46               | 16        |
| 2019 | 122.350     | 507.000     | 24,1        | 35           | 20               | 15             | 3.495                  |                  | 23           | 49               | 20        |